# 石狩線
石狩線（いしかりせん）は、かつて日本国有鉄道自動車局（国鉄バス）、北海道旅客鉄道、ジェイ・アール北海道バスが運行していた自動車路線である。
本項では、かつて運行されていた都市間バス路線である高速沼田号（こうそくぬまたごう）についても記述する。

## 概要
本路線の歴史は、第二次世界大戦下において不要不急路線として札沼線が資材供出のため休止となったのを受け、鉄道線の代行という使命の下、1943年10月に石狩月形駅と石狩追分駅間51kmの運行を開始したものに端を発する。1944年7月には石狩当別駅と石狩月形駅、石狩追分駅と石狩沼田駅を結ぶ区間についても開業、札沼線の石狩当別駅以北の区間を省営バスにより代行輸送することになった。この時、既存の民営バス事業者に影響が出るとして、本路線の運行開始にあたっては北海道中央乗合自動車（当時）に金銭補償が行なわれた。
終戦後、札沼線の運行が再開されると、本路線の使命は鉄道線の培養へと変わり、鉄道のフィーダー輸送が主となったが、1972年6月に「赤字83線」の1つに指定された札沼線新十津川駅以北が廃止された際には再び代行輸送を行なうことになった。
その後は地域輸送が主体となり、1993年からは札幌への特急バス「高速沼田号」の季節運行を開始するなどの動きもあったが、徐々に路線網は縮小され、2003年3月1日をもって全線が廃止された。大部分は北海道中央バスへ引き継がれ、一部は沿線の町の町営となった。なおジェイ・アール北海道バス運行当時に滝川駅・砂川駅発着であった路線は、北海道中央バスへの移管の際に発着地点が北海道中央バスと統合された（それぞれ滝川ターミナル・砂川ターミナルへ変更）。

## 路線

### 路線名称
- 石狩本線
  - 滝川駅 - 橋本町 - 新十津川役場前 - 浦臼駅 - 月形市街 - 石狩月形駅
  - 月形市街 - 石狩当別駅
- 沼田線
  - 橋本町 - 大和市街 - 雨竜市街 - 十三戸 - 碧水市街 - 石狩沼田駅
  - 碧水市街 - 美葉牛
- 川上線
  - 雨竜市街 - 第二新竜橋

### 主要な一般路線の運行系統
- 滝川駅 - 橋本町 - 新十津川役場 - 菊水町 - 浦臼駅 - 石狩新宮 - 石狩月形駅
本数の少ない札沼線末端部を補完していた。
滝川駅 - 菊水町・浦臼駅・石狩新宮[注 3]の区間便も存在した。
廃止後は滝川駅 - 浦臼駅が北海道中央バス滝川浦臼線に、浦臼駅 - 石狩新宮が浦臼町営バスに引き継がれ、石狩新宮 - 石狩月形駅は廃止された。
その後2020年5月7日の札沼線の廃止に伴う代替バスとして、同年4月1日より、浦臼 - 月形間に美唄自動車学校が運行する月形浦臼線が運行されている[4]。
また2022年9月30日をもって北海道中央バスの滝川浦臼線が廃止、浦臼町営バスが代替することとなった[5][6]。

- 滝川駅 - 橋本町 - 新十津川役場 - 菊水町 - 砂川駅
一部便は新十津川駅前に乗り入れていた。
廃止後は北海道中央バスに引き継がれたが、2013年4月1日のダイヤ改正で撤退し[7]、誠和運輸（新十津川町のバス・タクシー事業者）が新十津川 - 砂川を予約制で運行する形となった[8]。その後、2022年4月の新十津川町内の公共交通再編により経路と担当事業者が替わり、新十津川北星ハイヤーの運行となっている[9]。

- 浦臼駅 - 袋地 - 奈井江駅
廃止直後は北海道中央バスと浦臼町営バスに引き継がれたが、両者で運賃が異なり、乗車券も共通利用できなかった[注 4]。
2007年4月1日のダイヤ改正で北海道中央バスも撤退し、以降は浦臼町営バスが単独で運行している[10]。
その後、2022年10月1日より美唄自動車学校（美自校観光バス）の運行に転換するとともに、運転区間を奈井江駅から砂川市立病院・砂川駅まで延長することとした（ただし、奈井江駅 - 砂川駅の区間利用は不可）[5][6]。

- 滝川駅 - 橋本町 - 雨竜市街 - 和市街 - 碧水市街 - 石狩沼田駅
札沼線（新十津川駅 - 石狩沼田駅）廃止代替。鉄道廃止からしばらくは、一部便が新十津川駅にも乗り入れていた。
滝川駅 - 和市街・碧水市街などの区間便も存在した。
廃止後は北海道中央バス滝川沼田線に引き継がれた。この際大幅な減便を行ったため、代替措置として高速るもい号滝川経由便に雨竜市街・追分市街・北竜役場を増設し乗降扱いを行っている[注 5]。
2008年4月1日のダイヤ改正で北海道中央バスも碧水市街 - 沼田駅前から撤退し、滝川ターミナル - 碧水市街間の運行となり路線名も滝川北竜線となった。廃止区間については沼田町営バスが和・碧水市街 - 沼田駅前を運行することとなったが[注 6]、沼田町営バスも2013年5月に一部便を「予約制バス」とした後[11]、2018年6月からは「乗合タクシー」へと移行している[12]。
2022年4月1日には北海道中央バス滝川北竜線も全線廃止となり[13]、雨竜町と北竜町が空知中央バスの深滝線に接続する形で代替交通を確保[13][14][15]。また、新十津川町内の区間は新十津川町が代替交通を確保することとなった[9]。

### 高速沼田号
札幌駅 - （高速） - 浦臼駅 - 新十津川農高 - 雨竜市街 - 和市街 - 碧水市街 - 石狩沼田駅
- 繁忙期のみ運行された都市間路線。予約定員制。
- 運行当初は札幌IC～美唄IC経由で2往復運行、末期は札幌IC～奈井江砂川IC経由で1往復の運行であった。
- ハイデッカー38人乗り、4列シート車両で運行。

滝川営業所にて
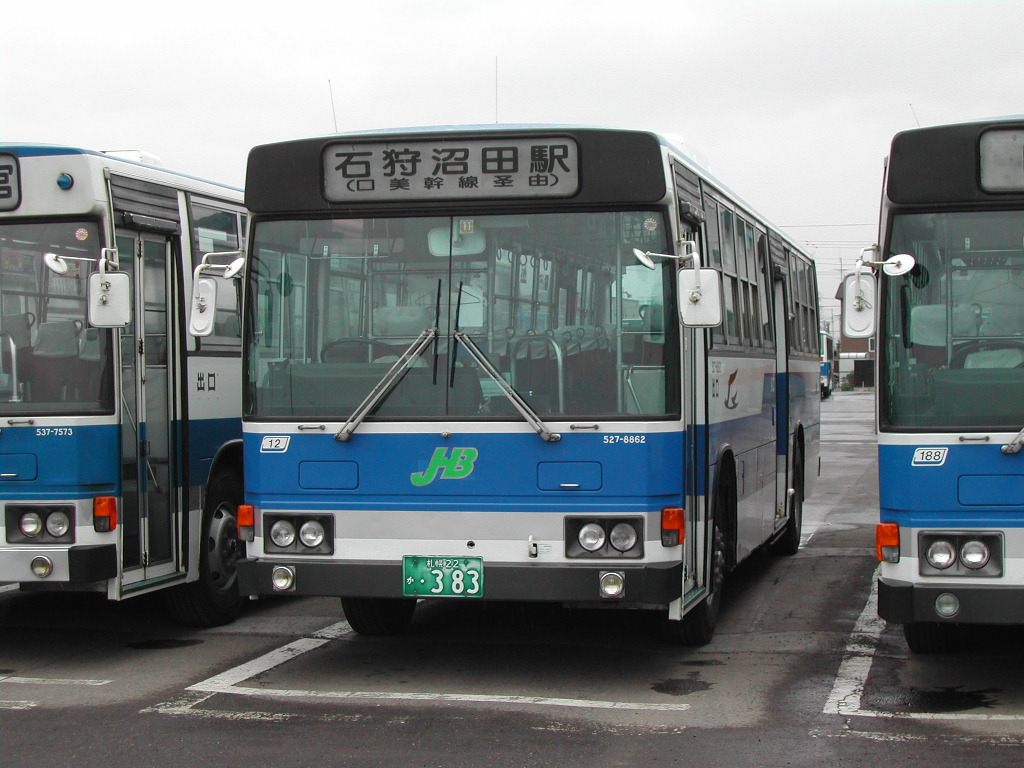
路線車　527-8862
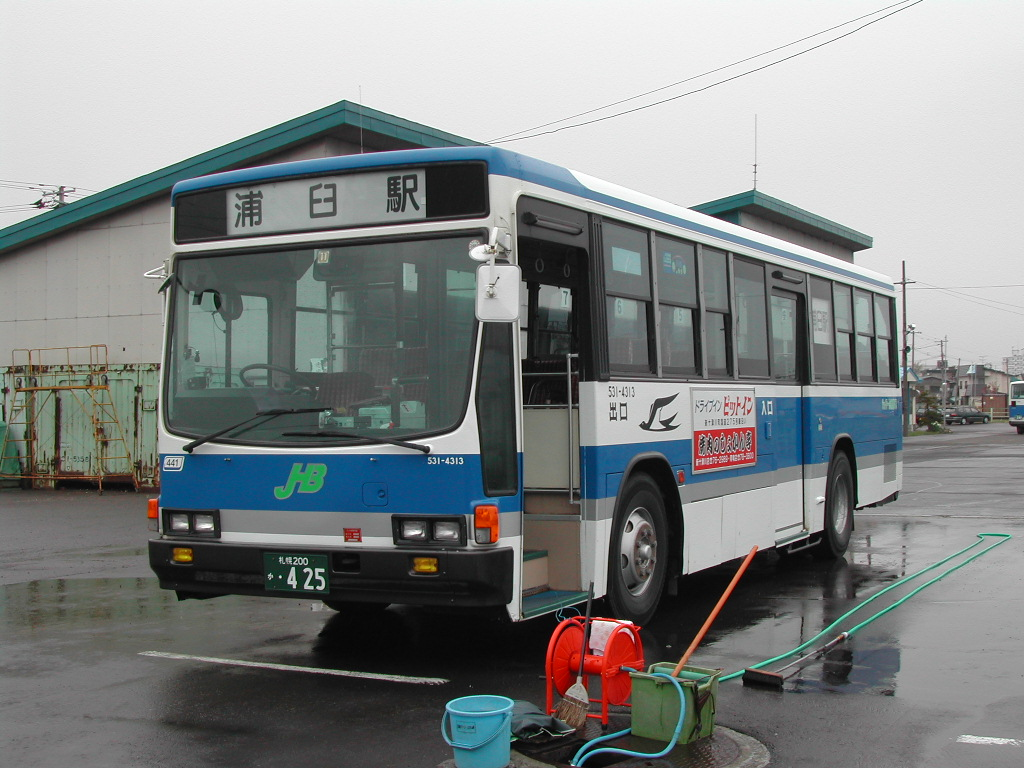
路線車  531-4313
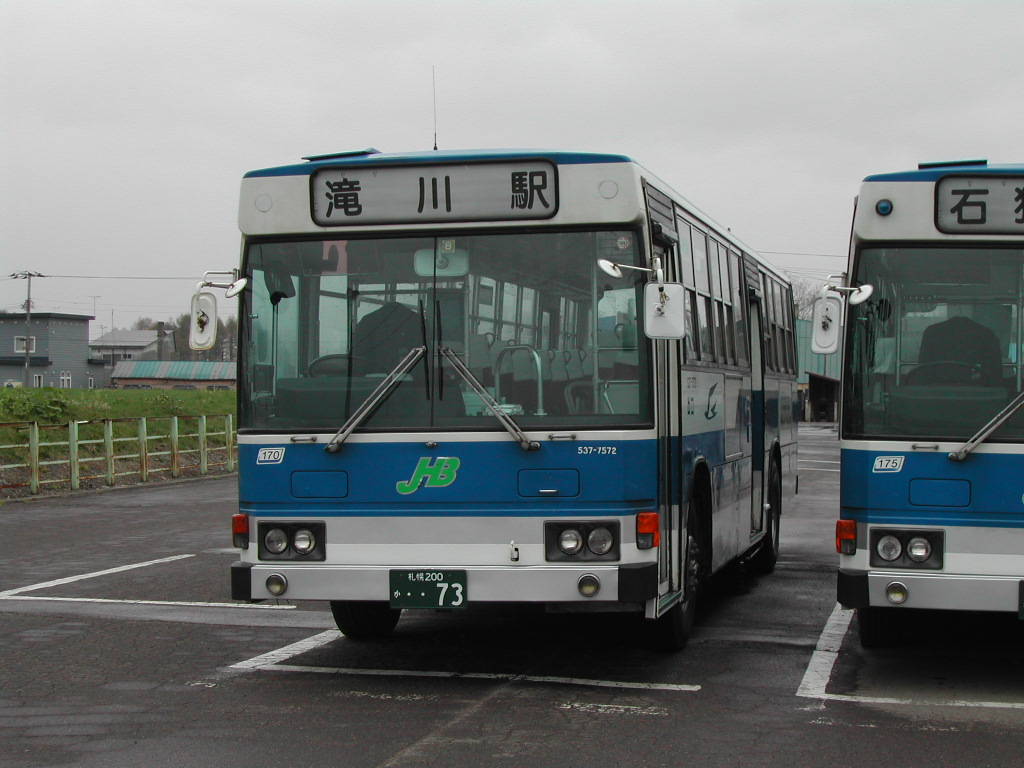
路線車  537-7572
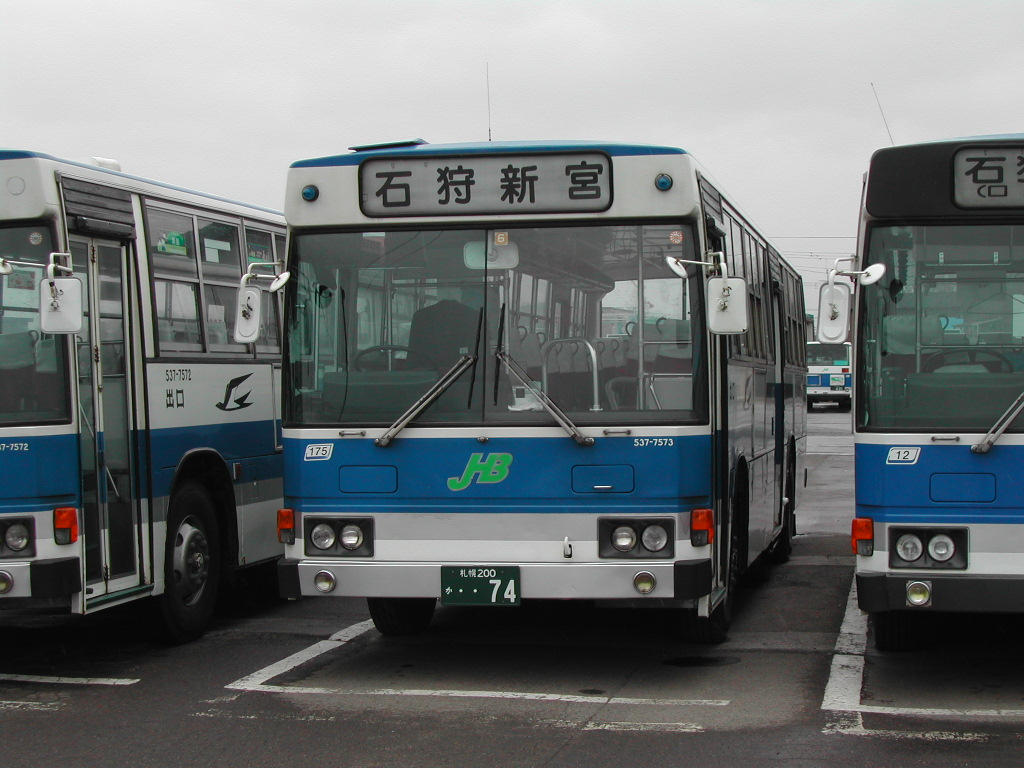
路線車 537-7573